# Pielavesi
Pielavesi es un municipio de Finlandia ubicado en la región de Savonia del Norte.
En 2022, el municipio tenía una población de 4139 habitantes, de los que algo menos de dos mil vivían en la capital municipal, Pielaveden kirkonkylä.
Se ubica unos 50 km al noroeste de la capital regional Kuopio, a medio camino entre Siilinjärvi y Viitasaari sobre la carretera 77, en el entorno del lago homónimo.

## Historia
Hasta el siglo XVII, el actual municipio era un área despoblada en el límite entre las parroquias de Iisalmi y Rautalampi. En 1683 comenzó un proceso de asentamiento en torno a la isla de Kirkkosaari, donde se construyó una capilla, que en 1811 pasó a ser una parroquia separada.
El municipio es conocido por ser el lugar de nacimiento de Urho Kekkonen, presidente del país entre 1956 y 1982.